# フランツ・ノイラントナー
フランツ・ノイラントナー（Franz Neuländter、1966年1月29日 - ）はオーストリア、オーバーエスターライヒ州ヘーンハルト出身の元スキージャンプ選手。

## プロフィール
ノイラントナーは1983年1月4日のスキージャンプ週間第3戦（インスブルック）に地元枠としてスキージャンプ・ワールドカップデビュー、しかし69位と振るわなかった。
1984-1985シーズンは84年12月16日のレークプラシッドで13位となりポイントを獲得、3月24日のストルブスケ・プレソでは4位となった。
1985-1986年にブレイクし12月7日の開幕戦（カナダ、サンダーベイ）で5位になると12月15日（アメリカ・レークプラシッド）でワールドカップ初勝利、ジャンプ週間でエルンスト・フェットーリに次いで総合2位、スキーフライング世界選手権でも銀メダルを獲得し、ワールドカップ総合4位となった。
1986-1987シーズンは一転して不調に陥り、ワールドカップ総合は54位、唯一1987年ノルディックスキー世界選手権の団体戦で銅メダルを獲得したに留まった。1987-1988シーズンは更に不調でワールドカップにはジャンプ週間の4戦だけしか出場できず、カルガリーオリンピックにも出場できなかった。
1988-1989シーズンはやや復調し、1989年ノルディックスキー世界選手権では70m級23位、90m級6位、団体戦6位となり、ワールドカップ総合で17位となった。
1990年3月3日のラハティで4年ぶりのワールドカップ2勝目をあげた。
現役引退後スキー制作技術を学び、フィッシャーの技術専門員となってアンドレアス・ゴルトベルガーやスヴェン・ハンナバルトらのスキーをサポートした。